# Emmaboda samrealskola
Emmaboda samrealskola var en realskola i Emmaboda verksam från 1934 till 1965.

## Historia
Skolan bildades 1926 som Vissefjärda högre folkskola som namnändrades 1 april 1932 till  Emmaboda högre folkskola. Denna ombildades 1 januari 1934 till en kommunal mellanskola,  vilken från 1946 successivt ombildades till en samrealskola.
Realexamen gavs från 1934 till 1965.
En ny skolbyggnad stod klar till årsskiftet 1933/1934 invid den gamla, Norra skolan. I maj 1953 uppfördes en ny skolbyggnad.  Efter realskolan användes lokalen från 1933/1934 som mellanstadieskola och musikskola tills den revs i februari 1984, medan byggnaden från 1953 blev använd som högstadieskola. 